# Ladungsleger I
Het Duitse pantservoertuig Ladungsleger I (ook omschreven als Ladungsleger auf Panzerkampfwagen I Ausf. A of B) is een lichte tank gebaseerd op de Panzerkampfwagen I Ausf A of Ausf B met als doel om springladingen nabij vijandelijke stellingen te leggen tijdens de Tweede Wereldoorlog (1939-1945).

## Achtergrond
Tussen 1939 en 1940 werden 100 stuks PzKpfw I Ausf A - Sd.Kfz. 101 of PzKpfw I Ausf B - Sd.Kfz. 101 geconverteerd in de Ladungsleger I waarbij de genietroepen 50 kg explosieven (met vertraagde ontsteking) konden droppen nabij de vijandelijke stellingen of obstakels om zo de weg vrij te maken voor de aanvalstroepen. De twee varianten die werden gemaakt verschillen alleen in de manier waarop de explosieven werden gedropt. De eerste variant dropte de lading via een zwenkarm, de tweede variant via een glijbaan.

## Dienstjaren
De Ladungsleger I kreeg zijn vuurdoop tijdens de Blitzkrieg campagne (Fall Gelb, Fall Weiss) in het Westen met onder andere de 7e Panzer Division en sommige werden gestuurd naar het front in Rusland (Operatie Barbarossa).